# NGC 762
NGC 762 је спирална галаксија у сазвежђу Кит која се налази на NGC листи објеката дубоког неба.
Деклинација објекта је - 5° 24' 8" а ректасцензија 1h 56m 57,9s. Привидна величина (магнитуда) објекта NGC 762 износи 13,0 а фотографска магнитуда 13,9. NGC 762 је још познат и под ознакама MCG -1-6-6, MK 1012, IRAS 01544-0538, PGC 7322.